# Aderus populneus
Aderus populneus – gatunek chrząszcza z rodziny Aderidae.

## Morfologia
Ciało koloru jednolicie żółtokasztanowobrązowego. Oczy duże, czarne. W przedniej części przedplecze jest przewężone. Na wierzchu ciało pokryte jedwabistymi, lśniącymi włoskami. Pokrywy z wyraźnym, drobnym punktowaniem, zazwyczaj z niewiele ciemniejszą od tła, szeroką, słabo kontrastową przepaską poprzeczną. Długość ciała wynosi od 1,8 do 2,3 mm.

## Występowanie
Występuje w lasach z ekstensywną gospodarką oraz zaniedbanych parkach i ogrodach.

## Aktywność
Owad zwykle występuje od maja do września, chociaż niektóre osobniki można spotkać nawet w listopadzie. W dniu aktywne od popołudnia do wieczora. W zimę zapadają w diapauzę m.in. pod korą, w dziuplach, w szczelinach oraz na pniach drzew.